# Arcane Roots
Gli Arcane Roots sono stati un gruppo musicale britannico in attività dal 2006 fino al 2018, originario di Kingston upon Thames, Londra.
Fondata dal chitarrista e cantante Andrew Groves e dal batterista Daryl Atkins, la band ha debuttato nel 2011 con l'EP Left Fire. Il primo album in studio del gruppo, Blood & Chemistry, è stato pubblicato nel maggio 2013.

## Storia del gruppo
Andrew Groves e Daryl Atkins si sono conosciuti al Reigate College nel Surrey, dove studiavano tecnologia musicale. Nel 2006 decisero di fondare un gruppo insieme al bassista Frank Tiramani e immediatamente registrarono un demo di cinque canzoni che distribuirono gratuitamente a Londra.
Verso la fine del 2007, il gruppo registrò tre nuove canzoni da inserire in un EP di cinque brani intitolato Brave the Sea. A causa dei costi di produzione occorse oltre un anno per registrare l'EP, che venne pubblicato nel solo formato digitale nell'agosto del 2008.
Nel 2009 la band pubblicò un nuovo EP omonimo, che distribuirono durante gli spettacoli dal vivo e che era scaricabile dalla pagina MySpace del gruppo. L'EP Arcane Roots ricevette recensioni positive. Nel dicembre 2009 la band annunciò che Adam Burton avrebbe rimpiazzato Frank Tiramani al basso.
Nella primavera del 2009 gli Arcane Roots cominciarono a lavorare ad un EP, poi pubblicato digitalmente nell'aprile del 2010 con il titolo di Left Fire. Successivamente è stato ripubblicato anche in formato fisico dalla PIAS Recordings.
Il primo album in studio della band, dal titolo Blood & Chemistry, è stato pubblicato il 6 maggio 2013 sia in formato CD che in vinile.
Il 9 giugno 2014 viene pubblicato un nuovo singolo dal titolo Over & Over.
Nel giugno 2015 la band annuncia che Daryl Atkins non li accompagnerà più in tour: per i restanti concerti di quell'anno è stato sostituito da Jack Wrench, batterista della band alternative rock In Dynamics. Wrench fu più tardi confermato come batterista ufficiale della band il 20 marzo 2016.
Il 16 ottobre 2015 il trio rilascia il nuovo EP intitolato Heaven & Earth.
Nel settembre 2017 la band pubblica il suo secondo album Melancholia Hymns.
Nell'agosto 2018, viene annunciato sulla pagina Facebook della band l'imminente scioglimento, che avverrà al termine del tour dell'EP Landslide, uscito in settembre.

## Stile e influenze
Anche se principalmente descritta come alternative rock e progressive rock, la band incorpora nella sua musica anche elementi math rock, hard rock, post-rock e post-hardcore. Durante la scrittura del primo album, il cantante Andrew Groves ha dichiarato di essersi ispirato a gruppi come Meshuggah ed Every Time I Die. I membri della band hanno dichiarato apprezzamento anche per i Muse e i Biffy Clyro, di cui hanno fatto da gruppo di spalla durante alcuni loro concerti nell'estate del 2013.

## Formazione

### Ultima formazione
- Andrew Groves - voce, chitarra (2006 - 2018), tastiere (2016 - 2018)
- Adam Burton - basso (2010 - 2018)
- Jack Wrench - batteria, percussioni (2016 - 2018)

### Ex componenti
- Frank Tiramani - basso (2006 - 2008)
- Daryl Atkins - batteria, percussioni (2006 - 2015)

## Discografia

### Album in studio
| Anno | Titolo | Classifiche |
| Anno | Titolo | UK Rock     |
| ---- | --- | ----------- |
| 2013 | Blood & Chemistry - Pubblicato: 6 maggio 2013 - Etichetta: Play It Again Sam - Formato: CD, download digitale, vinile            | 7           |
| 2017 | Melancholia Hymns - Pubblicato: 15 settembre 2017 - Etichetta: Easy Life, Red Essential - Formato: CD, download digitale, vinile | 6           |

### EP
- 2008 - Brave the Sea
- 2009 - Arcane Roots
- 2011 - Left Fire
- 2015 - Heaven & Earth
- 2018 - Landslide

### Singoli
- 2011 - You Are
- 2012 - In This Town of Such Weather
- 2013 - Slow
- 2013 - Belief
- 2013 - Resolve
- 2014 - Over & Over
- 2015 - If Nothing Breaks, Nothing Moves
- 2015 - Slow Dance
- 2016 - Curtains
- 2017 - Matter